# 紐約三部曲
《紐約三部曲》是保羅·奧斯特於1987年所推出的神秘小說，當中包含了保羅較早前所寫的三部短篇小說，分別是1985年的玻璃之城及1986年的鬼靈和禁鎖的房間。

## 故事簡介

### 玻璃之城
作家昆恩在晚上收到一個奇怪電話，要求找私家偵探保羅·奧斯特，接過兩次電話後，昆恩決定冒認保羅協助來電者。來電者彼得指其父親是一個變態的學者，刑滿出獄後會殺掉彼得，於是要求昆恩跟蹤其父親，以確保父親沒有傷害彼得的意圖。保羅執行了任務數天，漸漸代入了私家偵探，以致迷失了自我，忘記了自己作家的身份。

### 鬼靈
私家偵探阿藍接到阿白的任務，要求監視阿黑，阿藍便在阿黑住所的對面部署監視。阿藍監視了阿黑不知多久的日子，發現阿黑每天都只是在書桌前寫字，不會與人交流，開始產生懷疑，於是阿藍主動與阿黑接觸，偏偏阿白又知道他們接觸。所以阿藍開始迷亂，究竟是自己在監視阿黑，還是每天被阿黑監視。

### 禁鎖的房間(又譯:上鎖的房間)
故事主角的童年友人范修突然失蹤，卻將自己的妻兒及小說文稿交給故事主角。主角替范修出版了作品，賺取了豐富金錢，又接收了他的妻兒，卻發現范修並非失蹤，只是故意匿藏起來。出版商要求主角替范修寫自傳，主角一頭闖進去，又感覺到自己的生活好像成為了范修的生活。